# 1099
1099 (MXCIX) fue un año común comenzado en sábado del calendario juliano.

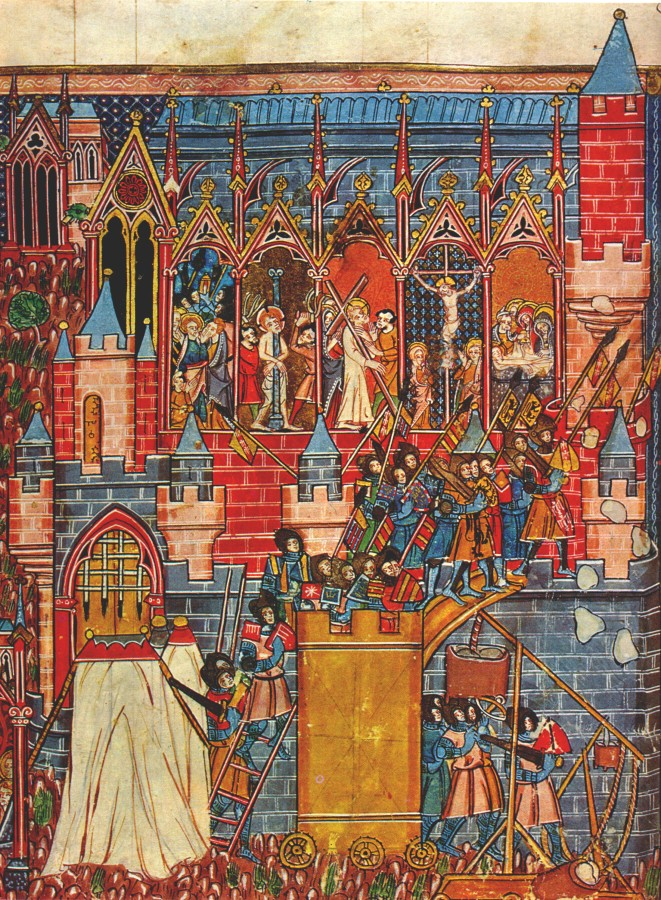
7 de junio-15 de julio: Sitio y toma de Jerusalén.

## Acontecimientos
- 6 de enero: en Alemania, Henrique, hijo menor del emperador Enrique IV, es coronado rey asociado de Germania en Aquisgrán.[1]
- 13 de enero: en Palestina, en el marco de la Primera Cruzada, los cruzados destruyen Maarat.
- 28 de enero: en Palestina, Raimundo de Saint-Gilles toma Hosn-el-Akrad, «la ciudadela de los kurdos», que 40 años más tarde será el «Krak des Chevaliers».
- Enero: en España, el rey Alfonso VI concede el Fuero a Miranda de Ebro.
- 14 de febrero-13 de mayo: en Palestina, Raimundo de Saint-Gilles, sitia Tell Arqa, que resiste.
- Abril: en emperador bizantino Alejo I Comneno confía una flota al general bizantino Tatikios con la misión de luchar contra los pisanos que organizaban razzias en el mar Egeo.
- 19 de mayo: al norte de Beirut (Líbano) los cruzados atraviesan el río Nahr al-Kalb y penetran en territorio fatimí.
- 7 de junio: en Israel comienza el sitio de Jerusalén.
- 15 de julio: en Israel —en el marco de la Primera Cruzada— los cruzados conquistan Jerusalén y forman el Reino de Jerusalén (entre 1099 y 1187).
- Cae Belén en poder de los cruzados.
- 12 de agosto: en Ascalón (Egipto), los cruzados vencen a los egipcios.
- 13 de agosto: en Roma (Italia) inicia el pontificado del papa Pascual II (hasta 1118).
- 14 de septiembre (27/8/1 según el calendario Kowa): en la provincia de Kawachi (Japón) se registra un terremoto.
- Luchas confusas en la región de Antioquía entre Bohemundo de Tarento, príncipe normando de Antioquía, los bizantinos (que reivindican el territorio) y los musulmanes de Siria (1099-1104).
- En la actual Italia se forma la República de Génova bajo la potestad formal del Sacro Imperio Romano Germánico y bajo la administración de cónsules electos.[2]
- En Beauvais (Francia) sucede una revolución comunal.[3]
- En Portugal, Mauricio Burdino es nombrado sucesor de Cresconio, como obispo de Coímbra.
- En Braga (Portugal) se funda la catedral.

## Nacimientos
- Guillermo X de Poitiers, militar francés (f. 1137).
- Idrisi (fecha incierta), geógrafo árabe (f. 1164).
- Raimundo de Poitiers, militar y aristócrata francés (f. 1149).
- Teobaldo, religioso y santo católico italiano (f. 1150).
- Teodorico de Alsacia (fecha incierta), aristócrata francés (f. 1168).

## Fallecimientos
- 14 de abril: Conrado, obispo neerlandés.
- 20 de abril: Pedro Bartolomé, monje francés.
- Entre mayo y julio: Rodrigo Díaz, conocido como «El Cid», militar castellano (n. 1048).
- 29 de julio: Urbano II, papa italiano (n. 1040).
- 3 de diciembre: Osmundo de Salisbury, obispo, militar y santo normando.
- Guiberto I de Turín, obispo italiano.
- Domnall Bán (Donald III), militar escocés (n. 1033).